# Barátos

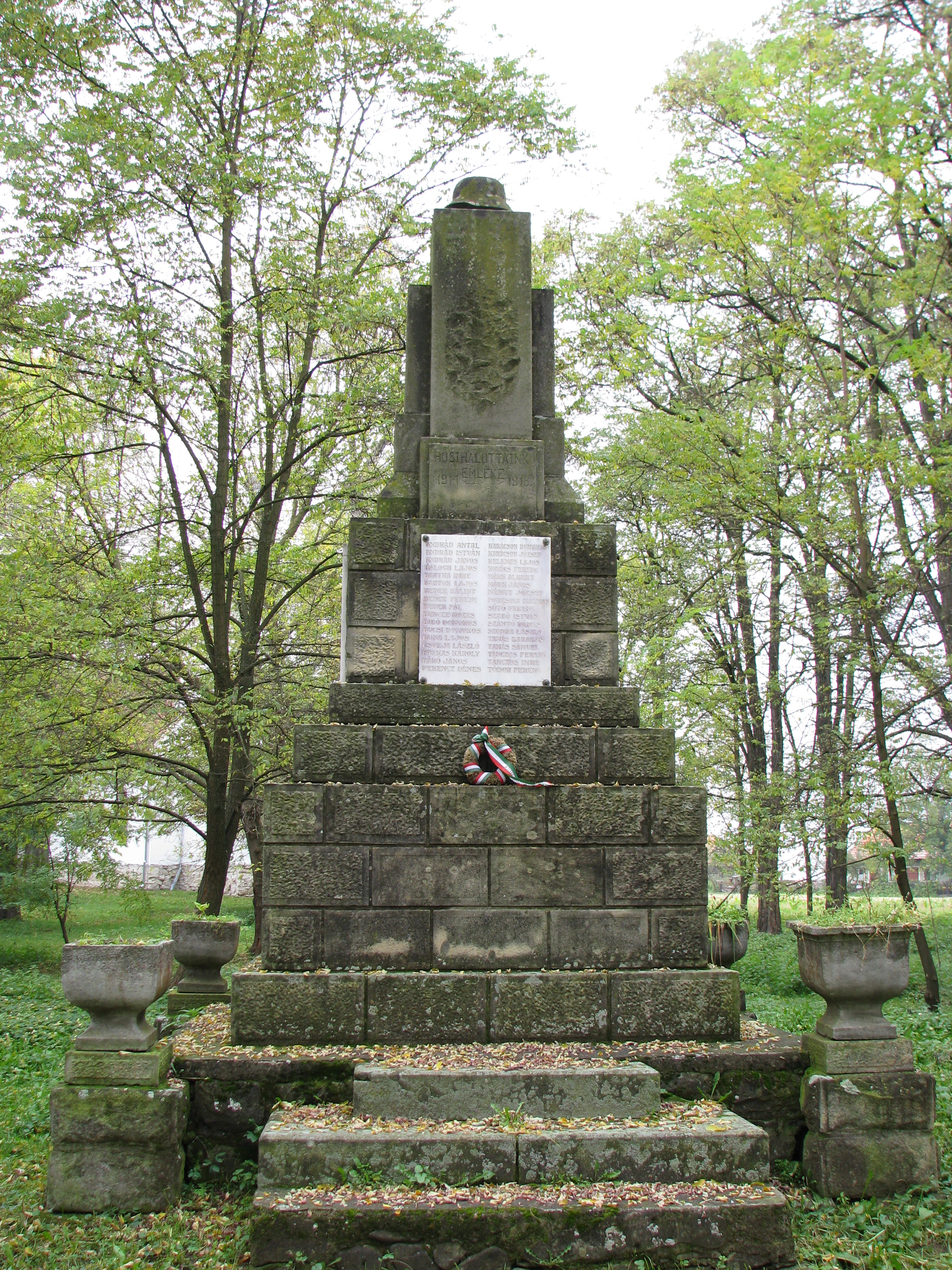
Világháborús emlékmű

Barátos (románul Brateș, németül Mönchsdorf) falu  Romániában Kovászna megyében. Orbaitelek és Páké tartozik hozzá.

## Fekvése
Kézdivásárhelytől 21 km-re délnyugatra a Kovászna-patak jobb partján fekszik.

## Története
Területe már az ókorban lakott volt, a Horváth-kertben 2. – 3. századi római telep volt. A falu eredetileg nem a mai helyén, hanem a Bodmezeje nevű helyen feküdt, ahol egykori templomának romjai is látszanak. 1415-ben Borothfalva néven emlytik. 1719-ben és 1847-ben pestis pusztította. 1910-ben 1425 lakosából 1280 magyar, 119 román volt. A trianoni békeszerződésig Háromszék vármegye Orbai járásához tartozott. 1992-ben 641 lakosából 635 magyar és 6 román volt.

## Látnivalók
- Református temploma középkori gótikus eredetű, 1630 és 1660 között újjáépítették, szentélye 1802-ben a földrengésben megrongálódott, 1850-ben újjáépítették.
- Barátosi temető

## Ismert emberek
- Itt született 1880. október 5-én Vékás Lajos közgazdasági szakíró, politikus.
- Itt született 1954. január 31-én Kató Béla, az Erdélyi Református Egyházkerület püspöke.